# Campeonato de Primera División 1891 (Argentina)
El Campeonato de Primera División 1891 se le considera el primer torneo de la Primera División de Argentina, fue organizado en la ciudad de Buenos Aires por la Argentine Association Football League de 1891, en lo que fue el certamen oficial más antiguo del mundo fuera de Gran Bretaña y Países Bajos.
Se jugó entre el 12 de abril y el 6 de septiembre, y lo disputaron 5 equipos, en dos rondas de todos contra todos, con un total de 8 partidos cada uno. Hubo también un sexto inscripto, el Hurlingham Football Club, que no llegó a disputar ningún partido.
Old Caledonians y Saint Andrew's finalizaron en el primer puesto, y ambos fueron declarados campeones, pero debieron jugar un partido de desempate para ver quién se quedaba con las medallas conmemorativas, de las cuales había un solo juego. No obstante, la Asociación del Fútbol Argentino, probablemente por error, considera campeón único a Saint Andrew's, ganador de ese enfrentamiento, a pesar de que no reconoce como su predecesora a la Argentine Association Football League de 1891, ya que ésta se disolvió al finalizar el torneo. A raíz de ello, en el año 1892 no se organizó ningún certamen oficial, y fue a partir del de 1893, con la formación de una nueva entidad que llevó el mismo nombre de la disuelta, que se empezaron a jugar con continuidad, ininterrumpidamente hasta la actualidad.

## Equipos
| Equipo                         | Ciudad       |
| ------------------------------ | ------------ |
| Belgrano Football Club         | Buenos Aires |
| Buenos Aires & Rosario Railway | Campana      |
| Buenos Aires Football Club     | Buenos Aires |
| Old Caledonians                | Buenos Aires |
| Saint Andrew's                 | Buenos Aires |

## Tabla de posiciones final
| Pos | Equipo                         | Pts | PJ | G | E | P | GF | GC | Dif |
| --- | ------------------------------ | --- | -- | - | - | - | -- | -- | --- |
| 1.º | Old Caledonians                | 13  | 8  | 6 | 1 | 1 | 32 | 11 | 21  |
| 1.º | Saint Andrew's                 | 13  | 8  | 6 | 1 | 1 | 23 | 12 | 11  |
| 3.º | Buenos Aires & Rosario Railway | 6   | 8  | 2 | 2 | 4 | 19 | 24 | -5  |
| 4.º | Buenos Aires Football Club     | 5   | 8  | 2 | 1 | 5 | 18 | 22 | -4  |
| 5.º | Belgrano Football Club         | 3   | 8  | 1 | 1 | 6 | 10 | 33 | -23 |
| 6.º | Hurlingham Football Club       | 0   | 0  | 0 | 0 | 0 | 0  | 0  | 0   |

## Resultados
| Resultados                        | Resultados | Resultados           | Resultados      | Resultados        |
| Fecha 1                           | Fecha 1    | Fecha 1              | Fecha 1         | Fecha 1           |
| Local                             | Resultado  | Visitante            | Fecha           | Lugar             |
| --------------------------------- | ---------- | -------------------- | --------------- | ----------------- |
| Buenos Aires FC                   | 2 - 5      | Saint Andrew's       | 12 de abril     |                   |
| Old Caledonians                   | 6 - 0      | Belgrano FC          | 12 de abril     | Old Ground Flores |
| Fecha Libre: BA & Rosario Railway |            |                      |                 |                   |
| Fecha 2                           |            |                      |                 |                   |
| Local                             | Resultado  | Visitante            | Fecha           | Lugar             |
| Belgrano FC                       | 2 - 1      | Buenos Aires FC      | 19 de abril     |                   |
| Saint Andrew's                    | 3 - 2      | BA & Rosario Railway | 3 de mayo       | Barracas          |
| Fecha Libre: Old Caledonians      |            |                      |                 |                   |
| Fecha 3                           |            |                      |                 |                   |
| Local                             | Resultado  | Visitante            | Fecha           | Lugar             |
| Belgrano FC                       | 1 - 2      | Saint Andrew's       | 26 de abril     | Highfield         |
| Buenos Aires FC                   | 2 - 2      | BA & Rosario Railway | 28 de mayo      |                   |
| Fecha Libre: Old Caledonians      |            |                      |                 |                   |
| Fecha 4                           |            |                      |                 |                   |
| Local                             | Resultado  | Visitante            | Fecha           | Lugar             |
| Old Caledonians                   | 0 - 4      | Saint Andrew's       | 17 de mayo      |                   |
| Belgrano FC                       | 2 - 3      | BA & Rosario Railway | 19 de julio     | Highfield         |
| Fecha Libre: Buenos Aires FC      |            |                      |                 |                   |
| Fecha 5                           |            |                      |                 |                   |
| Local                             | Resultado  | Visitante            | Fecha           | Lugar             |
| Buenos Aires FC                   | 2 - 6      | Old Caledonians      | 31 de mayo      | Flores            |
| BA & Rosario Railway              | 4 - 0      | Saint Andrew's       | 21 de junio     | Campana           |
| Fecha Libre: Belgrano FC          |            |                      |                 |                   |
| Fecha 6                           |            |                      |                 |                   |
| Local                             | Resultado  | Visitante            | Fecha           | Lugar             |
| Old Caledonians                   | 4 - 1      | BA & Rosario Railway | 7 de junio      |                   |
| Saint Andrew's                    | 7 - 0      | Belgrano FC          | 12 de julio     |                   |
| Fecha Libre: Buenos Aires FC      |            |                      |                 |                   |
| Fecha 7                           |            |                      |                 |                   |
| Local                             | Resultado  | Visitante            | Fecha           | Lugar             |
| Old Caledonians                   | 2 - 1      | Buenos Aires FC      | 19 de julio     |                   |
| BA & Rosario Railway              | 4 - 4      | Belgrano FC          | 23 de agosto    |                   |
| Fecha Libre: Saint Andrew's       |            |                      |                 |                   |
| Fecha 8                           |            |                      |                 |                   |
| Local                             | Resultado  | Visitante            | Fecha           | Lugar             |
| BA & Rosario Railway              | 0 - 4      | Old Caledonians      | 26 de julio     | Campana           |
| Saint Andrew's                    | 1 - 0      | Buenos Aires FC      | 23 de agosto    |                   |
| Fecha Libre: Belgrano FC          |            |                      |                 |                   |
| Fecha 9                           |            |                      |                 |                   |
| Local                             | Resultado  | Visitante            | Fecha           | Lugar             |
| Belgrano FC                       | 0 - 7      | Old Caledonians      | 2 de agosto     | Highfield         |
| BA & Rosario Railway              | 3 - 5      | Buenos Aires FC      | 16 de agosto    |                   |
| Fecha Libre: Saint Andrew's       |            |                      |                 |                   |
| Fecha 10                          |            |                      |                 |                   |
| Local                             | Resultado  | Visitante            | Fecha           | Lugar             |
| Saint Andrew's                    | 3 - 3      | Old Caledonians      | 30 de agosto    |                   |
| Buenos Aires FC                   | 5 - 1      | Belgrano FC          | 3 de septiembre |                   |
| Fecha Libre: BA & Rosario Railway |            |                      |                 |                   |

## Partido por las medallas
El 13 de septiembre se disputó en el Flores Polo Club el partido para determinar el conjunto que se llevaría las medallas del campeón.
| Partido        | Partido      | Partido         | Partido          | Partido          |
| Equipo 1       | Resultado    | Equipo 2        | Estadio          | Fecha            |
| -------------- | ------------ | --------------- | ---------------- | ---------------- |
| Saint Andrew's | 3 - 1 (t.s.) | Old Caledonians | Flores Polo Club | 13 de septiembre |

### Ficha
| 1  | POR | F. V. Carter            |  |
| 2  | DEF | L. C. Penman            |  |
| 3  | DEF | G. A. Waters            |  |
| 4  | MED | F. Francis              |  |
| 5  | MED | H. Barner               |  |
| 6  | MED | A. Buchanan             |  |
| 7  | DEL | J. Caldwell             |  |
| 8  | DEL | Charles Douglas Moffatt |  |
| 9  | DEL | A. Lamont               |  |
| 10 | DEL | E. Morgan               |  |
| 11 | DEL | J. Buchanan             |  |

| 1  | POR | W. Gibson     |  |
| 2  | DEF | M. Scott      |  |
| 3  | DEF | J. Riggs      |  |
| 4  | MED | W. Angus      |  |
| 5  | MED | R. Phillips   |  |
| 6  | MED | R. Smith      |  |
| 7  | DEL | H. White      |  |
| 8  | DEL | J. Clark      |  |
| 9  | DEL | R. Sutherland |  |
| 10 | DEL | E. L. Wilson  |  |
| 11 | DEL | R. Corsner    |  |

| Anotado · Anotado · Anotado | Charles Douglas Moffatt | 1:0 2:1 (tiempo extra) 3:1 (tiempo extra) |

| Anotado | E. L. Wilson | 1:1 |

| Principal | J. Wilson |

| 1  | POR | F. V. Carter            |  |
| 2  | DEF | L. C. Penman            |  |
| 3  | DEF | G. A. Waters            |  |
| 4  | MED | F. Francis              |  |
| 5  | MED | H. Barner               |  |
| 6  | MED | A. Buchanan             |  |
| 7  | DEL | J. Caldwell             |  |
| 8  | DEL | Charles Douglas Moffatt |  |
| 9  | DEL | A. Lamont               |  |
| 10 | DEL | E. Morgan               |  |
| 11 | DEL | J. Buchanan             |  |

| 1  | POR | W. Gibson     |  |
| 2  | DEF | M. Scott      |  |
| 3  | DEF | J. Riggs      |  |
| 4  | MED | W. Angus      |  |
| 5  | MED | R. Phillips   |  |
| 6  | MED | R. Smith      |  |
| 7  | DEL | H. White      |  |
| 8  | DEL | J. Clark      |  |
| 9  | DEL | R. Sutherland |  |
| 10 | DEL | E. L. Wilson  |  |
| 11 | DEL | R. Corsner    |  |

| Anotado · Anotado · Anotado | Charles Douglas Moffatt | 1:0 2:1 (tiempo extra) 3:1 (tiempo extra) |

| Anotado | E. L. Wilson | 1:1 |

| Principal | J. Wilson |

| 1  | POR | F. V. Carter            |  |
| 2  | DEF | L. C. Penman            |  |
| 3  | DEF | G. A. Waters            |  |
| 4  | MED | F. Francis              |  |
| 5  | MED | H. Barner               |  |
| 6  | MED | A. Buchanan             |  |
| 7  | DEL | J. Caldwell             |  |
| 8  | DEL | Charles Douglas Moffatt |  |
| 9  | DEL | A. Lamont               |  |
| 10 | DEL | E. Morgan               |  |
| 11 | DEL | J. Buchanan             |  |

| 1  | POR | W. Gibson     |  |
| 2  | DEF | M. Scott      |  |
| 3  | DEF | J. Riggs      |  |
| 4  | MED | W. Angus      |  |
| 5  | MED | R. Phillips   |  |
| 6  | MED | R. Smith      |  |
| 7  | DEL | H. White      |  |
| 8  | DEL | J. Clark      |  |
| 9  | DEL | R. Sutherland |  |
| 10 | DEL | E. L. Wilson  |  |
| 11 | DEL | R. Corsner    |  |

| Anotado · Anotado · Anotado | Charles Douglas Moffatt | 1:0 2:1 (tiempo extra) 3:1 (tiempo extra) |

| Anotado | E. L. Wilson | 1:1 |

| Principal | J. Wilson |

| 1  | POR | F. V. Carter            |  |
| 2  | DEF | L. C. Penman            |  |
| 3  | DEF | G. A. Waters            |  |
| 4  | MED | F. Francis              |  |
| 5  | MED | H. Barner               |  |
| 6  | MED | A. Buchanan             |  |
| 7  | DEL | J. Caldwell             |  |
| 8  | DEL | Charles Douglas Moffatt |  |
| 9  | DEL | A. Lamont               |  |
| 10 | DEL | E. Morgan               |  |
| 11 | DEL | J. Buchanan             |  |

| 1  | POR | W. Gibson     |  |
| 2  | DEF | M. Scott      |  |
| 3  | DEF | J. Riggs      |  |
| 4  | MED | W. Angus      |  |
| 5  | MED | R. Phillips   |  |
| 6  | MED | R. Smith      |  |
| 7  | DEL | H. White      |  |
| 8  | DEL | J. Clark      |  |
| 9  | DEL | R. Sutherland |  |
| 10 | DEL | E. L. Wilson  |  |
| 11 | DEL | R. Corsner    |  |

| Anotado · Anotado · Anotado | Charles Douglas Moffatt | 1:0 2:1 (tiempo extra) 3:1 (tiempo extra) |

| Anotado | E. L. Wilson | 1:1 |

| Principal | J. Wilson |

| Ganador de las medallas Saint Andrew's |

## Goleador
El goleador del campeonato fue el inglés Frederic Archer del Buenos Aires & Rosario Railway, con 7 anotaciones.